# Gorteria
Gorteria es un género de plantas herbáceas perteneciente a la familia Asteraceae. Es originario de Sudáfrica. Comprende 53 especies descritas y de estas, solo 3  aceptadas. Es originario del sur de África.

## Ecología
Allan Ellis en la Universidad de Stellenbosch y Steve Johnson en la Universidad de KwaZulu-Natal en Pietermaritzburg han demostrado que los pétalos de Gorteria diffusa se parecen mucho a los cuerpos de hembras de moscas Bombyliidae y  causa que los machos traten de copular con las flores.

## Taxonomía
El género fue descrito por Carlos Linneo y publicado en Systema Naturae, Editio Decima 2: 1229, 1358, 1377. 1759. La especie tipo es: Gorteria personata L
Etimología
El género fue nombrado en honor de Johannes de Gorter,  y su hijo David de Gorter,  físicos y botánicos holandeses.

## Especiesaceptadas
A continuación se brinda un listado de las especies del género Gorteria aceptadas hasta junio de 2012, ordenadas alfabéticamente. Para cada una se indica el nombre binomial seguido del autor, abreviado según las convenciones y usos.
- Gorteria corymbosa DC.
- Gorteria diffusa Thunb.
- Gorteria personata L.